# QuakeNet
QuakeNet (irc.quakenet.org) est un des plus grands réseaux IRC au monde, le nombre de connectés est en moyenne de 200 000 personnes sur 180 000 salons. Le 8 février 2005, le réseau enregistrait le record de 243 394 connexions simultanées.
QuakeNet a été fondé en 1997 comme un réseau IRC pour les joueurs de Quake. QuakeNet a connu une croissance exceptionnelle pendant des années en attirant de nombreux joueurs. Cette popularité était due principalement grâce à la stabilité du réseau et de ses bots de services, Q et anciennement L.
Aujourd'hui, la fréquentation du réseau oscille entre 50 000 et 80 000 utilisateurs

## Robots QuakeNet
QuakeNet possède beaucoup de robots de services, notamment Q, qui sont très différents des services d'autres réseaux. La plupart des robots sont désormais arrêtés, ou bien utilisés rarement.
Ces robots sont :
- G - Service d'aide automatique, deuxième version de H et F.
- NO - beta NOperserv (Operserv pour l'API NewServ)
- N4 - Service de contrôle de NewServ (P's)
- O - Le robot Opérateur, qui est utilisé par les Opers
- P - Le scanneur de proxys, deuxième version (module NewServ)
- Q - Le robot principal de QuakeNet. Il est utilisé pour aider les utilisateurs à gérer leur channel (utilisé dans la plupart des "gros" channels)
- R - Service pour la "demande" de Q/L (module NewServ)
- S - Le service « Anti-Spam », deuxième version (module NewServ)
- T - Le service « Anti-Trojans », deuxième version (module NewServ)
- U – Moteur de script Lua (module NewServ)
- W - Annonceur de score de la Coupe du Monde de Football 2006W (seulement sur #worldcup)
- Y - Service de contrôle de NewServ
- Z - Service de contrôle de NewServ (utilise du code instable et nterfacer)

Mais aussi :
- Tutor - Permet de lancer les tutoriels, gère les questions des utilisateurs et les réponses sur #tutorial (module NewServ)
- DevChat - Utilisés pour les discussions de développeurs (comme 'TutorTutor') (module NewServ) (n'est chargé que lorsqu'il est en cours d'utilisation)

## Anciens services
- B - Service privé utilisé par les clients de BoomTown
- E - Service de messagerie électronique, utilisé pour le système de trust et pour envoyer les courriels d'acceptation ou de rejet de la demande.
- F - Bot utilisé pour gérer #feds (remplacé par G)
- H - Service d'aide automatique (module NewServ) (remplacé par G)
- L - Bot de gestion de canal utilisé dans la plupart des petits canaux (remplacé par Q à partir du 22 mars 2008)
- M - Bot de match, utilisé afin de reporter des statistiques de serveurs de jeu en ligne (n'a été en ligne que très brièvement)
- V - Scanneur de virus - aussi utilisé pour scanner les versions